# So (Peter Gabriel)
So è il quinto album in studio del cantante britannico Peter Gabriel, pubblicato il 19 maggio 1986 dalla Charisma Records.
Dopo aver lavorato alla colonna sonora del film Birdy (1984), il produttore Daniel Lanois è stato invitato a rimanere nello studio casalingo di Gabriel durante il 1985 per collaborare al progetto successivo del cantante. Le prime sessioni di So videro coinvolti Gabriel, Lanois e il chitarrista David Rhodes, per poi crescere fino ad includere un numero di percussionisti. Anche se Gabriel continuò a utilizzare il pionieristico sintetizzatore Fairlight CMI, le canzoni scaturite da queste sessioni erano notevolmente meno sperimentali rispetto al materiale inciso negli album precedenti, e fondevano sonorità pop e rock con elementi world music tradizionali, in particolare con stili africani e brasiliani. Ampiamente considerato il suo lavoro più riuscito, così come quello musicalmente più accessibile, So ha trasformato Gabriel da artista di culto a superstar internazionale. L'album ha ricevuto il plauso unanime della critica specializzata, venendo lodato per le sue sonorità e fusione di generi differenti, ed è stato nominato per il Grammy Award all'album dell'anno.
So è il disco di maggior successo commerciale di Gabriel, ed è stato certificato cinque volte platino dalla Recording Industry Association of America (RIAA) e tre volte platino dalla British Phonographic Industry (BPI). Molte delle canzoni contenute nell'album sono divenute dei classici dell'artista, raggiungendo la vetta delle classifiche inglesi e americane. Particolare successo ottenne il singolo Sledgehammer, che conquistò il primo posto nella Billboard Hot 100 e venne accompagnato da un famoso video premiato con ben nove MTV Video Music Awards. L'album è stato inserito al 187º posto nella lista dei 500 migliori album di tutti i tempi stilata da Rolling Stone.

## Antefatti
Dopo aver raggiunto il successo come frontman del gruppo rock progressivo Genesis nei primi anni settanta, Gabriel decise di lasciare la band per intraprendere una carriera solista. Prima di registrare So, l'artista aveva pubblicato quattro album in studio intitolati semplicemente "Peter Gabriel", che venivano distinti in base al loro numero o da soprannomi relativi alle rispettive copertine. Il debutto, Car (1977) ricevette recensioni positive, in parte dovute al noto singolo Solsbury Hill, che faceva riferimento alla collina omonima situata vicino alla tenuta di Gabriel nel nordest di Bath in Somerset. Il secondo album, Scratch (1978) venne accolto invece in maniera più tiepida. Fu solo con il terzo lavoro, Melt (1980) che Gabriel si impose come artista solista di successo. L'album includeva canzoni quali l'inno anti-apartheid Biko e la popolare Games Without Frontiers, che segnarono importanti innovazioni sonore nell'ambito degli strumenti campionati e nel riverbero della batteria, peraltro caratterizzata dalla totale assenza di piatti voluta dallo stesso artista. Nei primi anni ottanta, Gabriel intraprese diversi progetti, tra cui la fondazione del festival World of Music, Arts and Dance (WOMAD) e collaborazioni con Robert Fripp, Pete Townshend e altri artisti appartenenti al genere world music. Il quarto album, Security (1982) – pubblicato anche in lingua tedesca con il nome Deutsches Album – ottenne ulteriore successo trascinato dal video del singolo Shock the Monkey. Il lavoro di Gabriel alla colonna sonora del film Birdy (1984) venne premiato con il Grand Prix Speciale della Giuria durante il Festival di Cannes.

## Registrazione

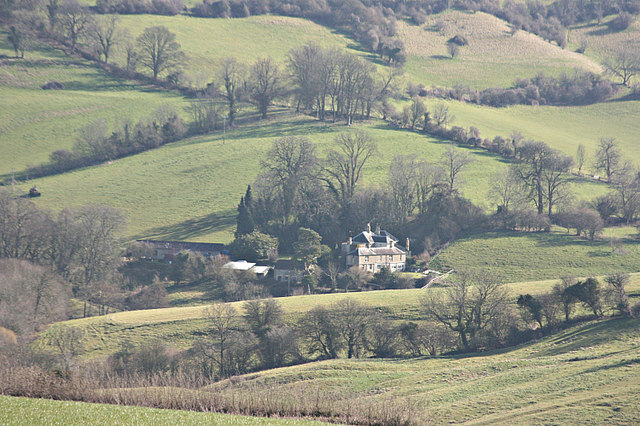
L'album è stato registrato presso lo studio casalingo di Gabriel nel nordest di Bath

Dal 1978, Gabriel viveva in una casa di campagna nel nordest di Bath in Somerset. Nei primi anni ottanta il cantante decise di assemblare uno studio di registrazione economico nel fienile adiacente della casa, composto da due stanze, una in cui Gabriel avrebbe registrato la sua voce e lavorato sui testi, e un'altra dove sarebbe invece stata assemblata la musica. Mentre preparava So, Gabriel considerò Nile Rodgers e Bill Laswell degli Chic come potenziali produttori per l'album. Alla fine si rivolse a Daniel Lanois, con cui aveva appena lavorato alle musiche del film Birdy. Lanois era già conosciuto nel panorama musicale per le sue collaborazioni con Brian Eno e per aver prodotto The Unforgettable Fire degli U2. Le prove iniziarono nel maggio 1985 e vedevano coinvolti Gabriel, Lanois e il chitarrista David Rhodes. Gabriel aveva iniziato a lavorare su alcune canzoni, e fornì a Lanois e Rhodes delle strutture di accordi attorno alle quali costruire le proprie composizioni improvvisate. Lanois ha ricordato che avevano "un bel punto di partenza in questo tipo di scenario, non è una buona idea avere un sacco di gente intorno perché diventi nervoso quando stai facendo sprecare tempo ad altre persone". Di conseguenza, durante queste sessioni si respirava un'atmosfera rilassata e scherzosa. Successivamente ai tre si aggiunsero l'ingegnere del suono Kevin Killen, il bassista Tony Levin e il batterista Jerry Marotta, che vennero inoltre aiutati dai percussionisti Manu Katché e Stewart Copeland e dal violinista L. Shankar.
La dotazione tecnica di base dello studio comprendeva il rivoluzionario sintetizzatore Fairlight CMI, che Gabriel aveva utilizzato nel suo quarto album. Lo stesso artista affermò in un'intervista rilasciata a Billboard: "Il processo decisionale creativo è diventato più importante della tecnica. Si dispone di una gamma più ampia di strumenti, una gamma più ampia di decisioni." Pur rimanendo sempre ispirato per la produzione di nuova musica, in quel periodo Gabriel faticava a comporre testi e rinviava la loro stesura di continuo. La sua propensione ad essere insoddisfatto per ciò che scriveva, costrinse il tecnico Kevin Killen a isolare determinate performance vocali come traccia master, al fine di mantenere le altre piste disponibili in caso di ulteriori modifiche ai testi. Lanois prese misure sfavorevoli per incoraggiare la scrittura di Gabriel, ad esempio distruggendo il suo telefono molto usato nei boschi vicini e, in una occasione, serrando la porta dello studio per bloccare l'artista al suo interno.
Verso la fine delle registrazioni, Gabriel divenne ossessionato con la tracklist dell'album e mise in ordine su una musicassetta tutte le parti iniziali e finali delle canzoni per capire come i suoni legavano tra di loro. La sua intenzione originale era quella di avere In Your Eyes posta in chiusura del disco, ma a causa della sua rilevante linea di basso, il brano dovette essere collocato all'inizio del lato B, in modo da permettere alla puntina del giradischi di avere più spazio disponibile per vibrare e ottenere una resa sonora migliore. Con le successive stampe su CD, questa limitazione veniva rimossa e il brano è stato posto come ultima traccia dell'album. So venne completato nel febbraio 1986 e la sua realizzazione costò 200 000 sterline. Le sovraincisioni ebbero luogo presso i Power Station Studios di New York, mentre la masterizzazione finale venne effettuata ai Townhouse Studios di Londra.

## Contenuto
So è stato definito l'album commercialmente più accessibile e meno sperimentale di Gabriel. Come per i lavori precedenti, la sua base principale è nell'art rock, tuttavia nel caso di So, Gabriel sviluppa una maggiore attenzione alla melodia e combina ora questo genere con elementi di musica africana e soul. Le canzoni sono fortemente influenzate dalla world music tradizionale, in particolare vengono prese in prestito le distintive percussioni della musica africana e brasiliana. In un'intervista del 2011, Gabriel ha svelato: "Per un po' di tempo mi ero occupato delle mie sperimentazioni strumentali, ora volevo scrivere autentiche canzoni pop, anche se alle mie condizioni." Jon Pareles del The New York Times fece notare che "[Gabriel] non ha solo aggiunto percussioni africane e violini indiani a canzoni ordinarie; queste sono parte integrante dell'opera". La produzione di Daniel Lanois emerge per la sua struttura, piena di dettagli ambientali e "calore immacolato che conferisce ad ogni nota una stanza per respirare, le sue trame sontuose (nello stile prediletto del tempo) senza essere sterile".

### Lato A
L'album si apre con la batteria dell'ex-Police, Stewart Copeland che introduce il primo brano Red Rain. Gabriel desiderava avere un inizio potente, tuttavia era contrario all'utilizzo di percussioni "metal"; fu Lanois a convincerlo a lavorare insieme a Copeland. La traccia vede Gabriel cantare nel suo registro più alto, sullo sfondo di un testo che riflette un forte senso di vulnerabilità attraverso problematiche sociali quali la tortura e il sequestro. L'idea è stata ispirata da un sogno ricorrente dell'artista, nel quale vedeva il sangue umano sprofondare all'interno di un mare rosso. Il testo riprende le avventure di Mozo, uno straniero vagabondo, che era apparso nei primi due lavori solisti del cantante. La seconda traccia è una delle canzoni più famose di Gabriel, Sledgehammer, anche se fu l'ultima a venire concepita per l'album. Quando la maggior parte dei musicisti aveva impacchettato la propria attrezzatura e sembrava pronto a lasciare lo studio, il cantante chiese loro di riassemblare rapidamente tutto e lavorare su una nuova idea che aveva avuto. Il brano venne in parte ispirato dalla musica di Otis Redding, motivo per cui Gabriel contattò il trombettista Wayne Jackson, che aveva suonato in tour con Redding, per registrare i corni all'interno della traccia. Aperto da un flauto bamboo Shakuhachi, il ritmo è dominato dal suono di ottoni, in particolare della tromba di Jackson, mentre il testo abbonda di allusioni sessuali. Il batterista Manu Katché registrò le sue parti in una sola ripresa, in quanto credeva che ogni versione successiva sarebbe stata inferiore rispetto alla sua interpretazione originale della musica.

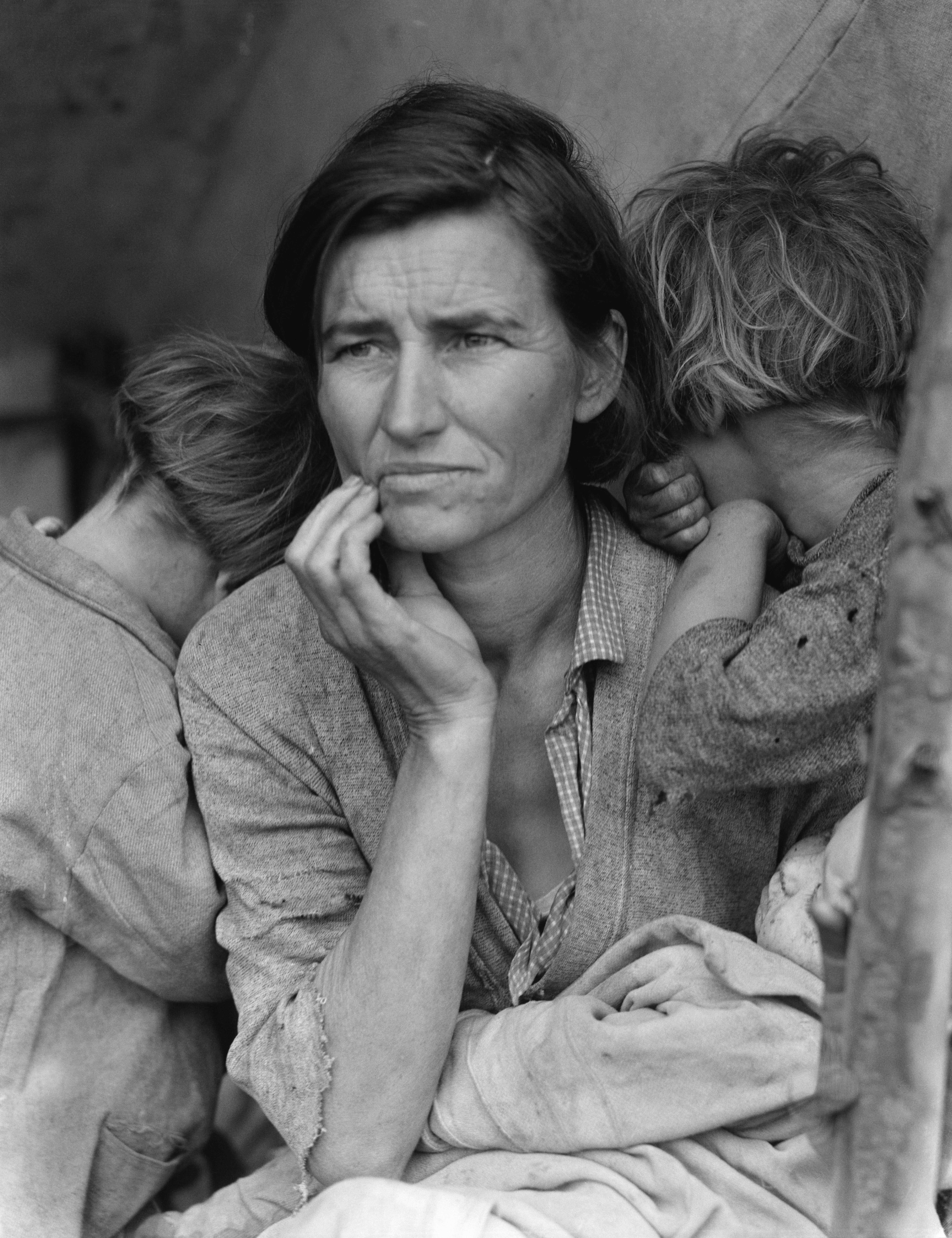
La Migrant Mother di Dorothea Lange ha ispirato Gabriel per il brano Don't Give Up

Le tracce successive presentano tematiche più serie e impegnative. Il terzo brano Don't Give Up è una critica diretta alla politica interna condotta dall'allora primo ministro britannico Margaret Thatcher, colpevole di aver provocato un aumento della disoccupazione, ed è stato ispirato dalla famosa fotografia Migrant Mother di Dorothea Lange, che ritraeva una donna e un bambino durante la grande depressione americana. La traccia si apre con un cupo pattern ritmico di tamburi tom-tom a bassa tonalità ideato da Gabriel, e che Lanois voleva utilizzare come il fulcro centrale di una canzone. Tony Levin aggiunse il basso per creare un suono più armonioso, e durante la seconda metà della traccia, posizionò un pannolino dietro le corde del suo strumento per smorzare le note. Gabriel scrisse il testo pensando a una conversazione tra un uomo disoccupato e la propria amata. Inizialmente si rivolse a Dolly Parton per interpretare la donna, ma questa rifiutò; la parte fu in seguito accettata da Kate Bush. Il ruolo della Bush era quello di rispondere alle parole cantate da Gabriel, nella storia quello di confortare il marito che aveva perso il posto di lavoro. Il primo lato dell'album si chiude con That Voice Again, brano in cui Gabriel esplora il tema della coscienza morale, prendendo in esame le "parole dei genitori nella nostra testa che ci possono sia aiutare che distruggere". Scritta con la collaborazione del chitarrista David Rhodes, la canzone nacque dopo le discussioni iniziali del cantante con il regista Martin Scorsese riguardo alla colonna sonora del film  L'ultima tentazione di Cristo (1988).

### Lato B
In Your Eyes è stata definita come la miglior canzone d'amore di Gabriel. Ispirato dalla Sagrada Família e il suo architetto Antoni Gaudí, il cantante esprime sopra un rullo di tamburi il suo unico desiderio di sentirsi completo agli occhi della propria amante. La potente atmosfera del brano viene trainata dal caratteristico scat del musicista senegalese Youssou N'Dour, che canta nella sua lingua madre. Gabriel aveva sviluppato interesse per la scrittrice americana Anne Sexton dopo aver letto la sua raccolta di poesie To Bedlam and Part Way Back. A lei decise di dedicare la sesta traccia del disco, Mercy Street, chiamata così in riferimento a 45 Mercy Street, un poema pubblicato in un'altra antologia postuma della poetessa. Il brano è incentrato su una delle numerose composizioni forró che Gabriel aveva registrato a Rio de Janeiro. Quando questo materiale fu rinvenuto in studio, venne accidentalmente riprodotto a una velocità del dieci per cento più lenta rispetto all'originale, fornendogli una qualità sonora granulosa che secondo Gabriel e Lanois evidenziava meglio i piatti e le chitarre. La traccia contrappone due cantati armoniosi di Gabriel, uno dei quali è il coro che risulta un'ottava sotto la voce principale, destinato a dare un inquietante effetto sessuale, che si rivelò tuttavia difficile da catturare eccetto nei momenti in cui Gabriel si fosse appena svegliato.
La traccia sette, Big Time, è l'ultimo pezzo di pop sincopato dell'album. Il brano si caratterizza per le influenze funk ed è costruito su un "suono di basso percussivo". Il testo rappresenta una satira nei confronti della cultura yuppie degli anni ottanta, del materialismo e del consumismo. Fu scritto da Gabriel dopo essersi interrogato se davvero desiderasse ottenere fama come cantante. Anche per questo pezzo fu realizzato un video nello stesso stile di Sledgehammer, ma riscosse un minore successo. Il brano successivo è We Do What We're Told (Milgram's 37), sicuramente il più oscuro e sperimentale dell'intero album. Il titolo si riferisce ai 37 soggetti coinvolti nell'esperimento di Milgram condotto dallo psicologo statunitense Stanley Milgram, rivolto verso i cittadini che mostravano obbedienza ai dittatori in tempo di guerra. La batteria di Jerry Marotta che accompagna il brano è stata definita simile a "un battito cardiaco sentito dal grembo materno". La musica viene completata dal violino di L. Shankar e da due tracce di chitarra sovraincise di David Rhodes. L'album si conclude con un pezzo pittoresco e meditativo chiamato This is the Picture (Excellent Birds). Questa traccia non era presente nelle prime edizioni in vinile, poiché Gabriel decise di volerla inserire quando ormai era troppo tardi, circa quarantotto ore prima della presentazione dell'album. Il brano è stato composto insieme alla cantante Laurie Anderson, che lo aveva già registrato per il suo album Mister Heartbreak nel 1984. In entrambe le versioni appare alla chitarra Nile Rodgers degli Chic.

## Pubblicazione

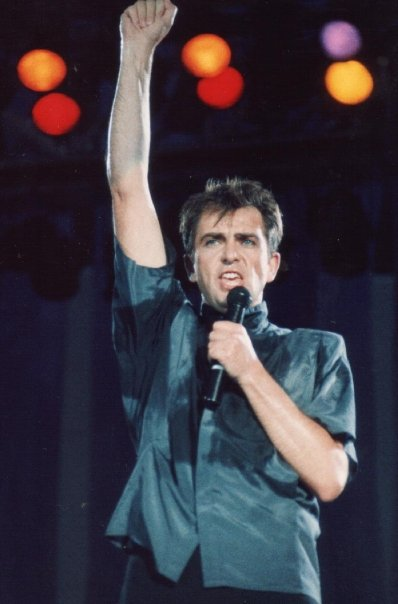
Gabriel durante il A Conspiracy of Hope Tour in New Jersey, 1986

So è il primo album dell'artista a presentare un nome vero e proprio. Gabriel fece notare la sua avversità per i titoli discografici, soprattutto perché distoglievano lo sguardo dalle immagini di copertina. In un'intervista con Rolling Stone, il cantante ha spiegato che la sua etichetta americana, la Geffen Records, si rifiutò di pubblicare Peter Gabriel IV finché non venne rinominato Security. Per questo motivo decise di elaborare per So "un anti-titolo... volendo potrebbe essere più un pezzo di grafica, piuttosto che qualcosa con significato e intenzione. E questo è ciò che feci da allora". Quando all'album è stato dedicato un episodio nella serie di documentari Classic Albums, Gabriel ha affermato scherzosamente che il breve titolo poteva essere ingrandito e utile per la pubblicizzazione. L'immagine di copertina presenta un ritratto del cantante fotografato da Trevor Key, che era all'epoca più famoso per aver realizzato il disegno delle campane nell'album Tubular Bells di Mike Oldfield nel 1973. La foto fu poi sistemata da Peter Saville, noto per la sua collaborazione con la Factory Records. Gabriel ha commentato al riguardo: "l'unico compromesso che feci fu assecondare l'idea di Peter Saville per un ritratto in stile retrò. Mi era stato detto che le mie solite oscure copertine dei dischi alienavano le donne".
So venne pubblicato il 19 maggio 1986. Raggiunse il primo posto in classifica di sette diversi paesi nel mondo, tra cui il Regno Unito, dove divenne il secondo album di Gabriel capace di raggiungere la vetta della Official Albums Chart. Negli Stati Uniti, si rivelò uno dei dischi di maggior successo commerciale distribuiti dalla Geffen Records, arrivando fino al secondo posto della Billboard 200 e registrando una permanenza in classifica di novantatré settimane. Nell'aprile 1986, Sledgehammer fu distribuito come singolo principale dell'album, diventando il primo ed unico singolo di Gabriel capace di raggiungere la vetta della Billboard Hot 100, spodestando per coincidenza Invisible Touch, che fu a sua volta il primo ed unico singolo degli ex compagni dei Genesis ad aver ottenuto la vetta della stessa classifica. La traccia raggiunse il quarto posto nel Regno Unito, dove rimane insieme a Games Without Frontiers il singolo di maggior successo in classifica dell'artista, e arrivò fino alla prima posizione in Canada. La popolarità di Sledgehammer è dovuta in larga parte all'eccentrico videoclip realizzato con l'animazione stop motion firmato dalla Aardman Animations, che in seguito creerà la famosa serie Wallace e Gromit. Gabriel affermerà in un'intervista con Rolling Stone la sua convinzione che il video abbia contribuito a esporre le canzoni di So ad un pubblico più ampio, rafforzando il successo dell'album. Seguirono altri due singoli di discreta fama, Don't Give Up, che ottenne la nona posizione nel Regno Unito e un meno gratificante settantanovesimo posto negli Stati Uniti, mentre Big Time raggiunse la tredicesima posizione nel Regno Unito e l'ottavo posto negli Stati Uniti. In Your Eyes vide un moderato successo negli Stati Uniti, dove raggiunse la posizione ventisei della Billboard Hot 100. La canzone diverrà ancora più celebre dopo il suo utilizzo nella commedia romantica Non per soldi... ma per amore (1989). L'ultimo singolo Red Rain ottenne la posizione quarantasei nel Regno Unito.
Nel giugno 1986, Bono degli U2 invitò Gabriel ad unirsi al A Conspiracy of Hope Tour, una serie di concerti che aveva lo scopo di sensibilizzare riguardo alle questioni legate ai diritti umani, alla luce del venticinquesimo anniversario di Amnesty International. Gabriel si esibì a fianco di artisti come Sting, The Police, Bryan Adams, Lou Reed e Joan Baez, presentando un set che esordiva con Red Rain e includeva Sledgehammer. Gabriel lo descrisse come "il miglior tour in cui sia mai stato coinvolto". Nello stesso mese, Gabriel si esibì al parco Clapham Common di Londra, insieme a Boy George e Elvis Costello, per uno spettacolo contro la politica apartheid. Gabriel successivamente intraprese un tour di novantatré date in promozione a So, partito a Rochester, New York, il 7 novembre 1986. Queste date includevano anche due esibizioni speciali al Meiji Jingu Stadium di Tokyo nel dicembre dello stesso anno, per finanziare un sistema informatico globale per l'Università per la Pace, un progetto delle Nazioni Unite. Il tour si fermò nei primi mesi del 1987 fino a giugno quando raggiunse l'Europa, prima di ritornare in America e concludersi all'anfiteatro di Licabetto ad Atene, in Grecia nel mese di ottobre. Nel 1988 Gabriel prese parte ad un'altra serie di concerti benefici denominata Human Rights Now! sempre per Amnesty International.

## Accoglienza
| Recensione                    | Giudizio |
| ----------------------------- | -------- |
| AllMusic                      |          |
| Encyclopedia of Popular Music |          |
| Entertainment Weekly          | B        |
| The Guardian                  |          |
| OndaRock                      | 7,5/10   |
| Mojo                          |          |
| PopMatters                    | 9/10     |
| Q                             |          |
| sentireascoltare.it           | 7,4/10   |
| The Rolling Stone Album Guide |          |
| Uncut                         | 8/10     |
| The Village Voice             | B−       |

So è stato accolto in maniera generalmente positiva dalla critica specializzata. All'epoca Jon Pareles del The New York Times scrisse: "Solo una manciata di musicisti rock occidentali sono riusciti ad utilizzare ritmi e strumenti esotici con tanto ingegno e convinzione". Pareles lodò inoltre la prestazione canora di Gabriel, descrivendola come "granulosa ma non bluesy, senza età e senza gioia, la voce di qualche vecchio marinaio che racconta disastri". Tim Holmes di Rolling Stone lo definì come "un disco di notevole complessità emotiva e raffinatezza musicale" e fu contento del fatto che avesse aiutato Gabriel a penetrare nella musica pop mainstream. Terry Atkinson del Los Angeles Times notò che l'album offriva "una straordinaria varietà di toni, stati d'animo, e argomenti e un livello di espressione costantemente potente". Anche se individuò in Big Time il punto debole dell'opera, Atkinson concluse che So era "un grande album, forse il miglior di Gabriel". Lynn Van Matre del Chicago Tribune elogiò il disco per la sua "ondata di ritmi funky", ma osservò la mancanza di tracce che spiccavano come Biko nel terzo album di Gabriel. Anche Robert Christgau commentò positivamente l'album su The Village Voice.
Per quanto concerne le recensioni retrospettive, Stephen Thomas Erlewine del portale AllMusic ha fatto notare come So, nella discografia dell'artista, risulti "il prodotto più orecchiabile e allegro". Erlewine ha inoltre particolarmente apprezzato la fusione di art rock con musica africana e soul adoperata da Gabriel. Jude Rogers della BBC ha scritto: "Una volta che si guarda oltre la pomposità di Sledgehammer, si nota come le sue furbe idee scivolino facilmente dentro il mainstream anni ottanta". Wyndham Wallace del The Quietus ha definito l'album come "un viaggio sincero attraverso un intenso territorio emotivo, assemblato e arrangiato con complessità e impegno, lavorato con così tanta cura che scorre senza fatica". Ryan Bray di Consequence ha sottolineato: "So è un caso più unico che raro di disco che riesce a gestire ambo gli aspetti, guadagnandosi il rispetto pienamente meritato sia di pubblico che di critica". Ha inoltre aggiunto che l'album "si regge ancora sui propri piedi come uno dei migliori dischi di successo degli anni ottanta". Mark Blake di Q ha descritto il disco come "ancorato al 1986 grazie a quei sassofoni tutto volume e synth digitali campionati Fairlight CMI", tuttavia facendo notare che "Gabriel ha realizzato un album di pop orecchiabile che risulta in maniera rassicurante ancora eccentrico". John Lewis di Uncut ha elogiato il disco per la sua produzione all'avanguardia in alcuni punti, evidenziando Big Time e Sledgehammer come tracce di spicco, mentre ha affermato che altrove l'iper-produzione interferiva fastidiosamente, come ad esempio il sintetizzatore Fairlight CMI su That Voice Again e i fischi di sottofondo in Mercy Street.
Tra i critici italiani, Stefano Solventi ha lodato il lavoro svolto da Gabriel e la sua "idea di album pop rock totale". Ha aggiunto: "So introduce indubbiamente una tangibile normalizzazione del suo sound [di Gabriel], però a onor del vero strettamente funzionale al progetto, per molti versi interpretabile come compimento in chiave pop del percorso gabrielliano. Non una diminutio quindi anzi il tentativo ambizioso di definire una dimensione nuova del pop in uscita dalla banalizzazione synth wave del new romantic e delle arguzie one-hit wonder". Claudio Fabretti di OndaRock lo ha invece definito: "un lavoro che mescola gli esperimenti dei dischi precedenti con sonorità più funk e commerciali, come negli hit Sledgehammer e Big Time. Ma le vere gemme del disco sono la cupa profezia di Red Rain, la tenera elegia di In Your Eyes e lo struggente duetto con Kate Bush in Don't Give Up, che riescono abilmente a tenere insieme tecnologia elettronica, melodie pop e sapori etnici".

## Eredità
Durante la 29ª edizione dei Grammy Awards, So è stato candidato come Album dell'anno, perdendo in favore di Graceland di Paul Simon, mentre Sledgehammer ha ricevuto nomination per la Registrazione dell'anno, Canzone dell'anno e Miglior interpretazione vocale rock maschile. Ai settimi Brit Awards, condotti da Jonathan King presso il Grosvenor House Hotel, Gabriel è stato premiato come migliore artista britannico maschile e Sledgehammer come miglior video musicale britannico. Gabriel è stato il trionfatore degli MTV Video Music Awards 1987 dove ha collezionato un totale di nove premi nella stessa serata, stabilendo un record che non è mai stato più superato. Sledgehammer risulta tuttora il video più trasmesso nella storia di MTV.
So è spesso considerato come il miglior album di Gabriel, così come uno dei dischi più importanti degli anni ottanta. Ha trasformato il suo autore da artista di culto, acclamato fino ad allora per il suo cerebrale e sperimentale lavoro solista, a superstar riconosciuta a livello internazionale. Rolling Stone lo ha inserito al 187º posto tra i 500 migliori album di tutti i tempi e al 14º posto dei 100 migliori album degli anni ottanta, sottolineando che "nonostante il suo riscontro di massa, So presenta tuttavia anche sfide avvincenti". Stereogum lo ha indicato al primo posto tra i migliori lavori del cantante, scrivendo che "il quinto album in studio di Gabriel è una dicotomia affascinante: simultaneamente elaborato e sperimentale; senza tempo, eppure interamente cristallizzato nel suo contesto storico ... è un capolavoro". Gli è stato dedicato un episodio nella serie Classic Albums ed è stato incluso nel libro 1001 Albums You Must Hear Before You Die. Slant Magazine lo ha inserito al 41º posto tra i 100 migliori album degli anni ottanta, descrivendolo come il "lavoro ancora ambizioso più accessibile di Gabriel. Una cronaca di esplorazioni politiche, emotive e artistiche, l'album tenta di bilanciare l'ortodossia pop standard con il suo fermo desiderio vagante di sperimentazione sonora". Al contrario, il critico Alexis Petridis del The Guardian ha fatto notare come Gabriel abbia "subito una crisi musicale di mezza età", descrivendolo come "un album infarcito di fallico cod-funk ultra-commerciale" e "un tentativo spietato verso il successo mainstream".
È l'album più venduto di Gabriel, ed è stato certificato cinque volte platino dalla Recording Industry Association of America (RIAA) e tre volte platino British Phonographic Industry (BPI). Nel 2002, è stato ristampato e rimasterizzato. Nel 2011, molti brani proveniente da So sono stati inclusi in New Blood, un progetto che comprendeva re-arrangiamenti orchestrali di alcuni successi della discografia di Gabriel. Nel 2012, per il venticinquesimo anniversario, è stato pubblicata un'edizione speciale box set. Questa includeva So originale rimasterizzato, l'album dal vivo Live in Athens 1987 e il disco So DNA con le demo originarie, così come nuove note di copertina, fotografie, vinili da collezione in vinile e il documentario So: Classic Albums. Nello stesso anno, Gabriel ha intrapreso il Back to Front Tour in cui ogni sera veniva eseguito l'album nella sua interezza.

## Tracce
Testi e musiche di Peter Gabriel, eccetto dove indicato.
Lato A
1. Red Rain – 5:39
2. Sledgehammer – 5:12
3. Don't Give Up (feat. Kate Bush) – 6:33
4. That Voice Again – 4:53 (Gabriel, David Rhodes)

Durata totale: 22:17
Lato B
1. In Your Eyes – 5:27
2. Mercy Street – 6:22
3. Big Time – 4:28
4. We Do What We're Told (Milgram's 37) – 3:22
5. This Is the Picture (Excellent Birds) – 4:25 (Laurie Anderson, Gabriel)

Durata totale: 24:04

### Edizione rimasterizzata del 2002
1. Red Rain – 5:39
2. Sledgehammer – 5:12
3. Don't Give Up – 6:33
4. That Voice Again – 4:53
5. Mercy Street – 6:22
6. Big Time – 4:28
7. We Do What We're Told (Milgram's 37) – 3:22
8. This Is the Picture (Excellent Birds) – 4:25
9. In Your Eyes – 5:27

### Edizione 25º anniversario
Nel 2012 per il venticinquesimo anniversario della sua pubblicazione esce un'edizione speciale dal titolo di So 25.½ ed è disponibile in 3 formati:
- Standard: Album originale restaurato.
- 3 CD Special Edition set: Album originale restaurato con il doppio album live Live in Athenes 1987, concerto al Lykabettus Theatre di Atene nel 1987.
- Immersion 8 Disc Box Set: 4 CD + 2 DVD + LP + vinile 12" + libro di 60 pagine; come le edizioni precedenti ma con l'aggiunta di "So" DNA CD in cui le tracce del disco vengono riproposte in "Work in progress", la versione rimasterizzata ed integrale in DVD del video live POV (Point of View) (già uscito in VHS nel 1990), il documentario So: Classic Albums della serie Classic Albums, l'LP dell'album originale, un vinile con 2 tracce inedite e un libro di 60 pagine.

### 3 CD Special Edititon set
Disco 1: So
1. Red Rain
2. Sledgehammer
3. Don't Give Up (feat. Kate Bush)
4. That Voice Again (Gabriel, David Rhodes)
5. Mercy Street
6. Big Time
7. We Do What We're Told (Milgram's 37)
8. This Is the Picture (Excellent Birds) (Laurie Anderson, Gabriel)
9. In Your Eyes

Disco 2: Live in Athens 1987 - part 1
1. This Is The Picture excellent birds
2. San Jacinto
3. Shock The Monkey
4. Family Snapshot
5. Intruder
6. Games Without Frontiers
7. No Self Control
8. Mercy Street

Disco 3: Live in Athens 1987 - part 2
1. The Family And The Fishing Net
2. Don't Give Up
3. Solsbury Hill
4. Lay Your Hands On Me
5. Sledgehammer
6. Here Comes The Flood
7. In Your Eyes
8. Biko

### Immersion 8 Disc Box Set
Disco 1: So
1. Red Rain
2. Sledgehammer
3. Don't Give Up (feat. Kate Bush)
4. That Voice Again ((Gabriel, David Rhodes))
5. Mercy Street
6. Big Time
7. We Do What We're Told (Milgram's 37)
8. This Is the Picture (Excellent Birds) (Laurie Anderson, Gabriel)
9. In Your Eyes

Disco 2: So DNA
Disco 3: Live in Athens 1987 - part 1
1. This Is The Picture excellent birds
2. San Jacinto
3. Shock The Monkey
4. Family Snapshot
5. Intruder
6. Games Without Frontiers
7. No Self Control
8. Mercy Street

Disco 4: Live in Athens 1987 - part 2
1. The Family And The Fishing Net
2. Don't Give Up
3. Solsbury Hill
4. Lay Your Hands On Me
5. Sledgehammer
6. Here Comes The Flood
7. In Your Eyes
8. Biko

DVD 1: POV (Point of View), live In Athens 1987
1. This Is The Picture excellent birds
2. San Jacinto
3. Shock The Monkey
4. Family Snapshot
5. Intruder
6. Games Without Frontiers
7. No Self Control
8. Mercy Street
9. The Family And The Fishing Net
10. Don't Give Up
11. Solsbury Hill
12. Lay Your Hands On Me
13. Sledgehammer
14. Here Comes The Flood
15. In Your Eyes
16. Biko

DVD 2: So - Classic albums
Vinile 1: album originale
Vinile 12"
1. Courage (inedita)
2. Sagrada (inedita)
3. Don't Give Up (voce e piano)

## Formazione
I numeri delle tracce seguono la tracklist dell'edizione originale, ma non di quella rimasterizzata
- Peter Gabriel - voce, sintetizzatore, pianoforte, percussioni, programmazione, batteria elettronica, synclavier nella traccia 9.
- Tony Levin - basso, voce.
- David Rhodes - chitarra, voce.
- Daniel Lanois - chitarra nelle tracce 1, 2, 4, 7, 9, tamburello basco nella traccia 2
- Jimmy Bralower - programmazione, batteria elettronica nella traccia 7
- Manu Katché - batteria, percussioni, talking drum.
- David Sancious - tastiere, sintetizzatori, pianoforte, organo.
- Stewart Copeland - hi-hat nella traccia 1.
- Bill Laswell - basso nelle tracce 9
- Richard Tee - pianoforte nelle tracce 3, 5, 6
- Djalma Correa - surdo, congas, triangolo nelle tracce 6
- Simon Clark - sintetizzatore nelle tracce 3, 7, organo Hammond nella traccia 7, basso nella traccia 7
- L. Shankar - violino nelle tracce 4, 8
- Chris Hughes - tromba nella traccia 2, programmazione.
- Wayne Jackson - tromba nelle tracce 2, 7, cornetta nelle tracce 7
- Renard Poche - tromba nelle tracce 2,7, Silent trumpet nelle tracce 6
- Don Mikkelson - trombone nelle tracce 2, 7
- Mark Rivera - sassofono tenore nelle tracce 2, 7, sassofono processato nelle tracce 6
- Reggie Houston - sassofono baritono nelle tracce 2,7,  sassofono distorto nelle tracce 7
- P. P. Arnold - cori nelle tracce 2, 6, 7
- Coral Gordon - cori nelle tracce 2, 7
- Dee Lewis - cori nelle tracce 2, 7
- Kate Bush - vocals nelle tracce 3
- Youssou N'Dour - vocals nelle tracce 5
- Michael Been - cori nelle tracce 5
- Jim Kerr - cori nelle tracce 5
- Ronnie Bright - bass vocals nelle tracce 5
- Ustad Nusrat Fateh Ali Khan - cori nelle tracce 5
- Laurie Anderson - vocals nelle tracce 9

## Classifiche

### Classifiche settimanali
| Classifica (1986) | Posizione massima |
| ----------------- | ----------------- |
| Australia         | 5                 |
| Austria           | 1                 |
| Canada            | 1                 |
| Europa            | 1                 |
| Finlandia         | 3                 |
| Francia           | 12                |
| Germania          | 2                 |
| Giappone          | 31                |
| Italia            | 1                 |
| Norvegia          | 1                 |
| Nuova Zelanda     | 1                 |
| Paesi Bassi       | 1                 |
| Regno Unito       | 1                 |
| Spagna            | 9                 |
| Stati Uniti       | 2                 |
| Svezia            | 2                 |
| Svizzera          | 2                 |

### Classifiche di fine anno
| Classifica (1986) | Posizione |
| ----------------- | --------- |
| Australia         | 31        |
| Austria           | 9         |
| Canada            | 7         |
| Germania          | 9         |
| Italia            | 13        |
| Nuova Zelanda     | 15        |
| Paesi Bassi       | 13        |
| Regno Unito       | 19        |
| Stati Uniti       | 35        |
| Svizzera          | 9         |
| Classifica (1987) | Posizione |
| Australia         | 28        |
| Germania          | 37        |
| Nuova Zelanda     | 11        |
| Paesi Bassi       | 28        |
| Regno Unito       | 38        |
| Stati Uniti       | 21        |